# Margo Martindale
Margo Martindale (Jacksonville, Texas, 18 de juliol de 1951) és una actriu estatunidenca de teatre, cinema i televisió nominada als Premis Tony.

## Biografia
Filla de Margaret i William Everett Martindale, el seu pare va morir el 1971. Té dos germans més grans, Billy i Bobby Tim (mort el 2004).
Martindale va destacar el 1990, al costat de Tom Cruise i Nicole Kidman a la pel·lícula Dies de tro, però va aconseguir l'èxit gràcies a les seves aparicions a L'oli de Lorenzo (de 1992), amb Susan Sarandon i Nick Nolte, i a The Firm (del 1993) amb Tom Cruise i Gene Hackman. El 1995, després d'haver treballat a diverses pel·lícules com Sabrina o Pena de mort, es dedica a la televisió, i apareix en algun episodi de Law & Order o New York Undercover, i rodant una sèrie per la televisió.
El 1998, després d'actuar a la televisió i al cinema, torna a destacar a Twilight, amb Paul Newman, Susan Sarandon i Gen Hackman, i a Pràcticament màgia, amb Sandra Bullock i Nicole Kidman.
El 2000 torna al costat de Sandra Bullock, a la pel·lícula dramàtica 28 Days, i el 2002 al costat de Nicole Kidman a Les hores. El 2004 interpreta la mare de Maggie Fitzgerald (Hilary Swank) a la pel·lícula guanyadora de quatre premis Oscar Million Dollar Baby. Encara el 2004 roda la pel·lícula per la televisió Àngels d'acer i Plainsong, el 2005 entra al repartiment de la sèrie Medium fins al 2006, any en què pren part en la pel·lícula col·lectiva Paris, je t'aime, fa un cameo en la sèrie Law & Order: Special Victims Unit, i entra al repartiment de la sèrie televisiva Dexter fins al 2008.
El 2008 és al repartiment de Stop-Loss amb Channing Tatum i Ryan Phillippe, mentre el 2009 interpreta l'àvia de Miley Stewart/Hannah Montanah a Hannah Montana: The Movie i la doctora Browning al thriller psicològic Orphan, amb Vera Farmiga i Peter Sarsgaard. Pel 2010/2011, treballa en cinc produccions, entre les quals Un any per recordar, amb Diane Lane, John Malkovich i Dylan Walsh, i la sèrie Justified, per la qual és premiada amb el premi Emmy a la millor actriu no protagonista en una sèrie dramàtica.

### Vida privada
Està casada des de 1986 amb el músic Bill Boals amb qui ha tingut una filla, Margaret (1988).

## Filmografia
| - The Child (1988) (TV) - Lonesome Dove (1989) (TV) miniserie.... Plump Ogallala tart) - Days of Thunder (1990).... Donna - The Rocketeer (1991): Millie - Lorenzo's Oil (1992): Wendy Gimble - Emma and Elvis (1992): Jenny - The Firm: Nina Huff - Nobody's Fool (1994): Birdy - Dead Man Walking (1995): Sister Colleen - Sabrina: Infermera - Ghosts of Mississippi (1996): Clara Mayfield - Marvin's Room: Dr. Charlotte - Ruby Jean and Joe (1996) (TV): Frankie - Eye of God (1997): Dorothy - En estat crític (Critical Care) (1997): Constance 'Connie' Potter - ...First Do No Harm (1997) (TV): Marjean - Practical Magic (1998): Linda Bennett - Twilight (1998): Gloria Lamar - Cavalca amb el diable (Ride with the Devil) (1999/I): Wilma Brown - Snoops: Hannah Vaughn (1 episodi, 1999) - Earthly Possessions (1999) (TV): Libby) - In Dreams (1999): Infermera Floyd - Proof of Life (2000): Ivy - Perfect Murder, Perfect Town: JonBenét and the City of Boulder (2000) (TV) - 28 Days (2000): Betty - What Girls Learn (2001) (TV): Lainey - Welcome to New York: Rose (1 episodi, 2001) - A Girl Thing (2001) (TV): May - 100 Centre Street: Michelle Grande - The Laramie Project (2002): Trish Steger - The Human Stain (2003): Psychologist - An Unexpected Love (2003) (TV): Maggie - It's All About Love (2003): Betsy - The Hours (2002): Mrs. Latch - Million Dollar Baby (2004): Earline Fitzgerald - Plainsong (2004) (TV): Mrs. Beckman | - Iron Jawed Angels (2004) (TV): Harriot Blatch - The Best Thief in the World (2004): Miss Mason - Silver Bells (2005) (TV): Mrs. Quinn - Law & Order: Special Victims Unit: Rita Gabler - Medium: Catherine (3 episodis, 2005–2006) - The Pleasure of Your Company (2006): Betsy - Paris, je t'aime (2006): Carol ("14ème Arrondissement") - Champions (2006): Jeri - Dexter: Camilla (5 episodis, 2006–2008) - Walk Hard: The Dewey Cox Story (2007): Ma Cox - Superheroes (2007): mare de Ben - El joc de l'amor (Feast of Love)(2007): Mrs. Maggarolian - Rails & Ties (2007): Judy Neasy - The Death and Life of Bobby Z (2007): Macy - Mo (2007): Pam - Rocket Science (2007): Coach Lumbly - The Savages (2007): Roz - Stop-Loss (2008) (veu): Senator's Secretary - Management (2008): Trish - Orphan (2009): Dr. Browning - Hannah Montana: The Movie (2009): Ruby - The Winning Season (2009): Donna - La soga (2009): Flannigan) - Secretariat (2010): Miss Elizabeth Hamm - Main Street (2010): Mrs. Parker - Forged (2010):Dianne - Justified, 2a temporada: Mags Bennett (6 episodis, 2011) - A Gifted Man: Rita (2011) - Win Win (2011): Eleanor - Gossip Girl (2012): Helicopter pillot - The Americans (2013): Claudia - New Girl (2013): Bonnie Miller (Episodi: "Chicago") - The Millers (2013): Carol Miller - Masters of Sex (2013): Srta. Horchow |